# Coras cavernorum
Coras cavernorum är en spindelart som beskrevs av Barrows 1940. Coras cavernorum ingår i släktet Coras och familjen mörkerspindlar. Inga underarter finns listade i Catalogue of Life.